# Singa (Sudan)
Singa, auch: Sinjah (Sindscha, arabisch سنجة) ist eine Stadt im Bundesstaat Sannar des Sudan. Die Stadt ist die größte Stadt des Bundesstaates und steht damit mit Sannar, der Hauptstadt der Provinz, in Konkurrenz. Singa zeichnet sich durch große Diversität der Landschaft, Lebensräume, Wasserressourcen und Vieh aus.
2002 wurde eine Bevölkerung von 259.000 Personen ermittelt.

## Geographie
Die Stadt liegt auf einer Höhe von 439 m auf dem westlichen Ufer des Blauen Nils, ca. 360 km südöstlich der Hauptstadt Khartum und 60 km von Sannar entfernt. Der Blaue Nil hat durch seine Flussschleifen und Altarme eine stark gegliederte Landschaft geschaffen. Die Lebensgrundlage der Einwohner ist hauptsächlich Landwirtschaft und Weidewirtschaft. Hauptanbauprodukte sind Sorghum, Gummi arabicum und Früchte wie Guaven, Bananen und Mango.
Eine große Station für tierärztliche Forschung wurde in der Stadt gegründet. Im Stadtzentrum gibt es einen großen Markt (السوق الكبير), mehrere Moscheen und Schulen.
Im näheren Umkreis liegen die Ortsteile Meina al Mak auf dem Ostufer des Blauen Nils, Runga im Norden, al-Jazā’ir im Süden und Taiyiba el-Huweires im Westen. Größere Straßen verbinden die Stadt mit Nauraniya im Nordwesten, Abu Hujar im Süden und ar-Rumeila im Osten.

## Geschichte
Am 29. Juni 2024 wurde die Stadt in der ersten Schlacht von Singa von den Rapid Support Forces (RSF) im Bürgerkrieg erobert. Im November 2024 eroberten die Sudanesische Streitkräfte in der zweiten Schlacht die Stadt zurück.
2011 verzeichnete die Library of Congress in ihren Karten noch, dass Sannar die Hauptstadt von Sennar sei, aber jüngere Werke deuten darauf hin, dass Sinja die Hauptstadt ist.

## Archäologie

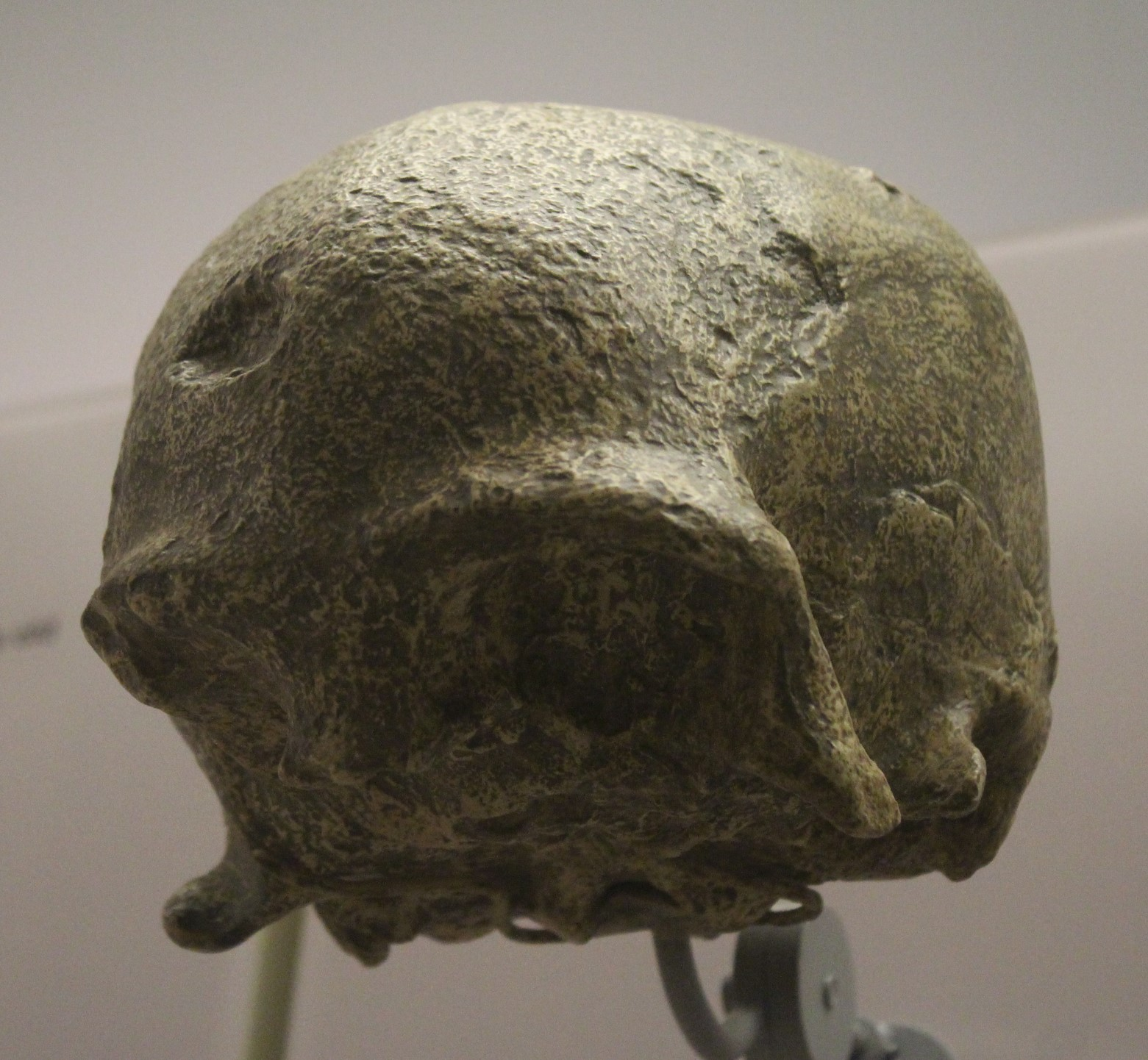
Replica des Singa-Schädels, National Museum of Natural History.

Singa ist bekannt für die archäologische Entdeckung alter menschlicher Fossilien, des 'Singa-Schädels', welcher 1924 vom britischen Gouverneur der Provinz Blauer Nil in Singa entdeckt worden war. Der Schädel ist möglicherweise 160.000 Jahre alt und stammt aus dem Pleistozän und damit ungefähr ähnlich alt wie der Neandertalern und die Peking-Menschen. Derzeit befindet sich der Schädel in der Sammlung des Natural History Museum in London.

## Persönlichkeiten
- Dafallah al-Hajj Ali Othman (* 1955), Diplomat